# Бошко Балабан
Бошко Балабан (15. октобар 1978) бивши је хрватски фудбалер српског порекла, који је играо на позицији нападача.
У својој каријери је играо за Ријеку, Динамо, Астон Вилу, Клуб Бриж, Паниониос и Селангор. Укупно је постигао 131 гол.
За репрезентацију Хрватске одиграо је 35 утакмица и постигао 10 голова. Наступао је на Светским првенствима 2002. и 2006. године.

## Успеси
Динамо Загреб
- Прва лига Хрватскe: 2002/03, 2006/07, 2007/08.
- Куп Хрватске: 2000/01, 2006/07, 2007/08, 2008/09.

Клуб Бриж
- Прва лига Белгије: 2004/05.
- Куп Белгије: 2004, 2007.
- Суперкуп Белгије: 2005.